# Spilopyrinae
Spilopyrinae (лат.) — подсемейство жуков-листоедов. Около 50 видов. Встречаются в Южном полушарии.

## Распространение
Австралия, Новая Гвинея, Южная Америка (Аргентина, Чили)

## Описание
Жуки средних или мелких размеров с овальным и удлинённым телом, от 7 до 20 мм. Дорзум в целом выпуклый, вентральная сторона в целом плоская; верхняя поверхность гладкая или бугорчатая, голая и блестящая, или опушенные, или чешуйчатые и тусклые.

## Систематика
Одно из небольших подсемейств жуков-листоедов. По данным классификации 2000—2014 годов выделяют 9 родов. Подсемейство Spilopyrinae ранее (до 2000 года) считалось трибой в составе Eumolpinae. Однако, некоторые авторы отнеслись к этому повышению таксономического ранга критически и по-прежнему считали подсемейство трибой в составе Eumolpinae.
- Allsortsia Reid & Beatson, 2010 — Австралия (1 вид)[8]
  - Allsortsia maculata (Lea, 1922)
- Bohumiljania Monrós, 1958 — Новая Каледония (9)[9]
- Cheiloxena Baly, 1860  — Австралия (10)[10]
- Dorymolpus Elgueta, Daccordi & Zoia, 2014[11]
  - Dorymolpus elizabethae Elgueta, Daccordi & Zoia, 2014
- Hornius Fairmaire, 1885 — Аргентина, Чили (2 вида)
- Macrolema Baly, 1861 — Австралия, Новая Гвинея (13)[12]
- Richmondia Jacoby, 1898 — Австралия (1)
  - Richmondia olliffi (Blackburn, 1891)
- Spilopyra Baly, 1860  — Австралия, Новая Гвинея (5)[13]
- Stenomela Erichson, 1847 — Перу, Чили (2)